# Ninet Tajib
Ninet Tajib (hebrejsky: נינט טייב, někdy jen Ninet či Nina, anglickým přepisem Ninet Tayeb; * 21. října 1983) je izraelská rocková zpěvačka, herečka a vítězka prvního ročníku pěvecké soutěže Kochav Nolad (izraelská verze britské soutěže Pop Idol). V roce 2005 byla v internetové soutěži 200 největších Izraelců zvolena 10. největším Izraelcem všech dob. V roce 2007 byla v soutěži Israel Music Awards vyhlášena nejlepší zpěvačkou roku.

## Diskografie
Alba
- Barefoot (Jechefa), 2009
- Communicative (Communicativi)

Singly
- Kše'ata Kan, červenec 2006
- ha-Kol Jachol Likrot, srpen 2006
- Hi Joda'at, listopad 2006
- Im Tavo, prosinec 2006

## Filmografie
- 2003–2009: Kochav Nolad
- 2004: ha-Šir Šelanu
- 2004: Sof ha-Olam Smola
- 2009: Kirot - The Assassin Next Door